# Golden Cyclones
Les Golden Cyclones, parfois désignées sous le nom de Dallas Cyclones, étaient une équipe de sport féminin américain, dont les membres pratiquaient le basket-ball, le softball et l'athlétisme. Fondée à la fin des années 1920 à Dallas (Texas), elle était affiliée à l'Amateur Athletic Union.
Les Golden Cyclones ont dominé l'Amateur Athletic Union durant les années 1930. Elles remportent le championnat national en 1931 et finissent deuxièmes en 1929, 1932 et 1933. Elles détiennent également le record de points marqués dans un match de tournoi national (97).
Elle avait pour vedette Mildred Didrikson Zaharias, athlète polyvalente qui fut l'une des premières stars du basket-ball féminin et inscrivit cent points durant une rencontre.